# Équipe d'Espagne masculine de volley-ball
Cet article traite de l'équipe masculine. Pour l'équipe féminine, voir Équipe d'Espagne féminine de volley-ball.
L'équipe d'Espagne de volley-ball est composée des meilleurs joueurs espagnols sélectionnés par la Fédération royale espagnole de volley-ball (Real Federación Española de Voleibol, RFVB). Elle est classée au 25e rang de la Fédération internationale de volley-ball au 4 janvier 2014.

## Palmarès et parcours

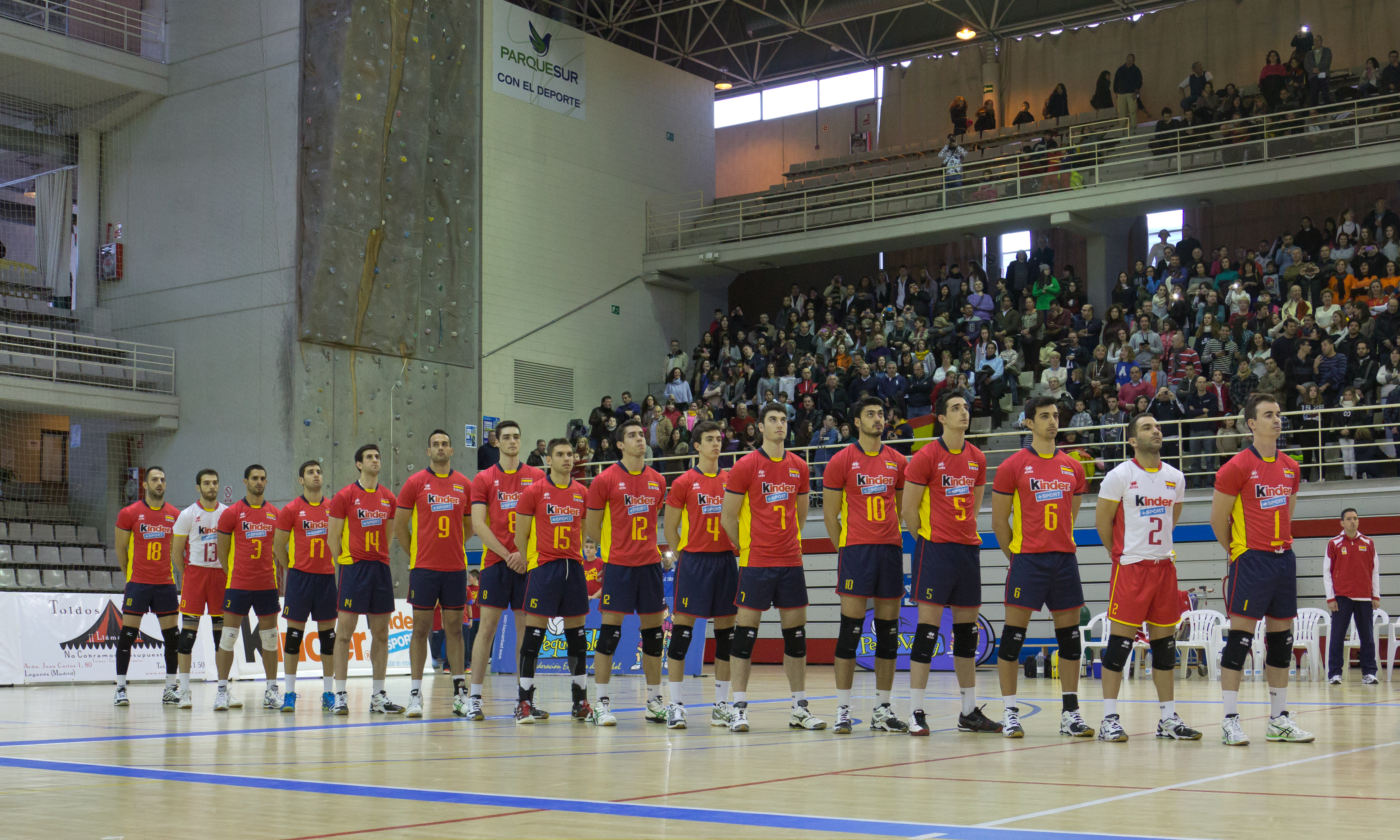
Équipe d'Espagne de volley-ball en 2013.

### Palmarès
- Championnat d'Europe (1)
  - Vainqueur : 2007
- Ligue européenne (1)
  - Vainqueur : 2007
  - Finaliste : 2009, 2010, 2011
  - Troisième : 2012

### Parcours

#### Jeux Olympiques
| - 1964 : Non qualifié - 1968 : Non qualifié - 1972 : Non qualifié - 1976 : Non qualifié - 1980 : Non qualifié - 1984 : Non qualifié - 1988 : Non qualifié - 1992 : 8e - 1996 : Non qualifié - 2000 : 9e |  | - 2004 : Non qualifié - 2008 : Non qualifié - 2012 : Non qualifié |

#### Championnats du monde
| - 1949 : Non qualifié - 1952 : Non qualifié - 1956 : Non qualifié - 1960 : Non qualifié - 1962 : Non qualifié - 1966 : Non qualifié - 1970 : Non qualifié - 1974 : Non qualifié - 1978 : Non qualifié - 1982 : Non qualifié |  | - 1986 : Non qualifié - 1990 : Non qualifié - 1994 : Non qualifié - 1998 : 8e - 2002 : 13e - 2006 : Non qualifié - 2010 : 12e |

#### Ligue mondiale
| - 1990 : non participant - 1991 : non participant - 1992 : non participant - 1993 : non participant - 1994 : non participant - 1995 : 7e - 1996 : 10e - 1997 : 9e - 1998 : 8e - 1999 : 5e | - 2000 : 10e - 2001 : non participant - 2002 : 5e - 2003 : 5e - 2004 : 8e - 2005 : non participant - 2006 : non participant - 2007 : non participant - 2008 : 13e - 2009 : non participant | - 2010 : non participant - 2011 : non participant - 2012 : non participant - 2013 : non participant - 2014 : 25e - 2015 : 25e |

#### Championnat d'Europe
| - 1948 : Non qualifié - 1950 : Non qualifié - 1951 : Non qualifié - 1955 : Non qualifié - 1958 : Non qualifié - 1963 : Non qualifié - 1967 : Non qualifié - 1971 : Non qualifié - 1975 : Non qualifié - 1977 : Non qualifié |  | - 1979 : Non qualifié - 1981 : 12e - 1983 : Non qualifié - 1985 : 12e - 1987 : 12e - 1989 : Non qualifié - 1991 : Non qualifié - 1993 : 9e - 1995 : Non qualifié - 1997 : Non qualifié |  | - 1999 : Non qualifié - 2001 : Non qualifié - 2003 : 8e - 2005 : 4e - 2007 : Vainqueur - 2009 : 9e - 2011 : Non qualifié - 2013 : Non qualifié - 2015 : Non qualifié - 2017 : 16e |

#### Ligue européenne
| - 2004 : Non participant - 2005 : 3e - 2006 : 6e - 2007 : Vainqueur - 2008 : Non participant - 2009 : Finaliste - 2010 : Finaliste - 2011 : Finaliste - 2012 : 3e - 2013 : 6e |

#### Coupe du monde
| - 1965 : Non qualifié - 1969 : Non qualifié - 1977 : Non qualifié - 1981 : Non qualifié - 1985 : Non qualifié - 1989 : Non qualifié - 1991 : Non qualifié - 1995 : Non qualifié - 1999 : 6e - 2003 : Non qualifié |  | - 2007 : 5e - 2011 : Non qualifié |

#### Jeux méditerranéens
| - 1959 : non participant - 1963 : non participant - 1967 : non participant - 1971 : non participant - 1975 : 7e - 1979 : 6e | - 1983 : 6e - 1987 : Vainqueur - 1991 : 3e - 1993 : 2e - 1997 : non participant - 2001 : 5e | - 2005 : 2e - 2009 : 2e - 2013 : non participant - 2018 : 2e |

## Sélectionneurs
- 1998-1999 :  Vincenzo Di Pinto
- Sebastian Mihăilescu
- Andrea Anastasi
- Julio Velasco
- Fernando Muñoz